# Dumka (India)
Dumka è una suddivisione dell'India, classificata come municipality, di 44.917 abitanti, capoluogo del distretto di Dumka, nello stato federato del Jharkhand. In base al numero di abitanti la città rientra nella classe III (da 20.000 a 49.999 persone).

## Geografia fisica
La città è situata a 24° 16' 0 N e 87° 15' 0 E e ha un'altitudine di 136 m s.l.m..

## Società

### Evoluzione demografica
Al censimento del 2001 la popolazione di Dumka assommava a 44.917 persone, delle quali 24.341 maschi e 20.576 femmine. I bambini di età inferiore o uguale ai sei anni assommavano a 5.457, dei quali 2.873 maschi e 2.584 femmine. Infine, coloro che erano in grado di saper almeno leggere e scrivere erano 34.151, dei quali 19.580 maschi e 14.571 femmine.